# 田原町 (田原市)
田原町（たはらちょう）は、愛知県田原市の地名。

## 地理
旧田原町中央部に位置する。西は仁崎町、南は加治町・神戸町に接する。

### 字一覧
| 字名                           | 明治15年当時                   | 由来                                                                                             |
| ------------------------------ | ------------------------------ | ------------------------------------------------------------------------------------------------ |
| 当田（あたりだ）               | 當田（あたりだ）               | 沼地や湿地を指す。                                                                               |
| 池ノ原（いけのはら）           | 池ノ原（いけのはら）           |                                                                                                  |
| 石取（いしとり）               | 石取（いしとり）               | 田原城築城において石垣の石を調達した土地。                                                       |
| 石取下（いしとりした）         | 石取下（いしとりした）         |                                                                                                  |
| 井戸沢（いどざわ）             | 井戸沢（いどさは）             |                                                                                                  |
| 稲村石（いなむらいし）         | 稲村石（いなむらいし）         | 「いな」は砂地を意味する。                                                                       |
| 稲荷下（いなりした）           | 稲荷下（いなりした）           |                                                                                                  |
| 犬塚（いぬづか）               | 犬塚（いぬつか）               |                                                                                                  |
|                                | 上胡（うはご）                 |                                                                                                  |
| 栄巌（えいがん）               | 榮巌（ええがん）               | 栄巌寺領を意味する。                                                                             |
| 大沢（おおさわ）               | 大沢（ををさは）               | 森林の窪地に位置する谷川。                                                                       |
| 大沢下（おおさわした）         | 大沢下（ををさはした）         |                                                                                                  |
| 大谷下（おおたにした）         | 大谷下（ををたにした）         |                                                                                                  |
| 鎌田（かまた）                 | 鎌田（かまだ）                 | 泥深い田もしくは滝・渕を指す。                                                                   |
| 上八軒家（かみはちけんや）     | 上八軒家（かみはちけんや）     |                                                                                                  |
| 亀若（かめわか）               | 亀若（かめはか）               | 沢辺などを田に開発した土地。                                                                     |
| 萱町（かやまち）               | 萱町（かやまち）               | 萱が群生する入江であったことに由来する。                                                         |
| 傘下（からかさした）           | 傘下（からかさした）           | 山の頂上から少し下がったところ、もしくは東方を意味する。                                         |
| 北荒井（きたあらい）           | 北荒井（きたあらい）           | 新しく用水路を開いた土地。                                                                       |
|                                | 北新田（きたしんでん）         |                                                                                                  |
| 北乗鞍（きたのりくら）         | 北乗鞍（きたのりくら）         | 「くら」は岩や断崖を指すという。                                                                 |
|                                | 北晩田（きたばんでん）         |                                                                                                  |
| 北番場（きたばんば）           | 北番場（きたばんば）           | 番場は見張り場所の意味。                                                                         |
| 衣笠（きぬがさ）               | 衣笠（きぬかさ）               | 草木のある山野。                                                                                 |
| 衣笠下（きぬがさした）         | 衣笠下（きぬかさした）         |                                                                                                  |
| 倉田（くらた）                 | 倉田（くらた）                 | 囲まれた土地を意味する。                                                                         |
| 五貫地（ごかんち）             | 五貫地（こかんち）             | 当地の税額を示した地名。                                                                         |
| 五軒丁（ごけんちょう）         | 五軒町（こけんちやう）         | 集落の連合体。                                                                                   |
| 蔵王（ざおう）                 | 蔵王（さうをを）               |                                                                                                  |
| 桜台（さくらだい）             |                                |                                                                                                  |
| 桜畠（さくらばた）             | 櫻畑（さくらはた）             | 狭間の土地、もしくは実際に桜のあった土地。                                                       |
| 三軒屋（さんげんや）           | 三軒屋（さんげんや）           |                                                                                                  |
|                                | 壽頓（しうとん）               |                                                                                                  |
| 汐見（しおみ）                 |                                |                                                                                                  |
| 下八軒家（しもはちけんや）     | 下八軒家（したはちけんや）     |                                                                                                  |
| 十七谷（じゅうしちや）         | 十七谷（しうひちや）           | 元々十七屋と表記し、屋は開拓地した共有地を指すという。                                           |
| 荘司川（しょうじがわ）         | 荘司川（しようじかは）         | その名の通り、荘司のいた川を指す。または、火葬場があった土地ともいう。                           |
| 新清谷（しんせいや）           |                                |                                                                                                  |
|                                | 新田（しんでん）               |                                                                                                  |
| 新町（しんまち）               | 新町（しんまち）               |                                                                                                  |
| 清谷（せいや）                 | 清谷（せいや）                 |                                                                                                  |
| 滝頭（たきがしら）             | 滝頭（たきかしら）             |                                                                                                  |
| 長四分（ちょうしぶん）         | 長四分（ちょうしぶん）         | 細長い土地を分割した四半分を指す。                                                               |
| 築出（つきだし）               | 築出（つきだし）               | 埋立地を意味する。                                                                               |
| 椿（つばき）                   | 椿（つばき）                   | 椿の木もしくは崖が崩れやすい土地を指す。                                                         |
| 椿沢（つばきざわ）             | 椿沢（つばきさは）             |                                                                                                  |
| 藤七原（とうしちばら）         | 藤七原（とをしちはら）         | 開拓者である金田藤七郎の名を取った。                                                             |
| 殿町（とのまち）               | 殿町（とのまち）               | 自然に巴型となっている土地。                                                                     |
| 中小路（なかこうじ）           | 中小路（なかこうぢ）           |                                                                                                  |
| 西馬洗（にしうまあらい）       | 西馬洗（にしむまあらい）       |                                                                                                  |
| 西栄巌（にしえいがん）         | 西栄岩（にしええがん）         |                                                                                                  |
| 西大浜（にしおおはま）         | 西大浜（にしおおはま）         |                                                                                                  |
| 西鎌田（にしかまだ）           | 西鎌田（にしかまた）           |                                                                                                  |
| 西笹尾（にしささお）           | 西笹尾（にしささを）           |                                                                                                  |
| 西滝頭（にしたきがしら）       | 西滝頭（にしたきかしら）       |                                                                                                  |
| 西藤七原（にしとうしちばら）   | 西藤七原（にしとをしちばら）   |                                                                                                  |
| 西砦（にしとりで）             | 西砦（にしとりで）             | かつて小さな山城が置かれた地。                                                                   |
| 西屋敷（にしやしき）           | 西屋敷（にしやしき）           | かつて館が置かれた地。                                                                           |
| 西山口（にしやまぐち）         | 西山口（にしやまぐち）         |                                                                                                  |
| 二ノ丸（にのまる）             | 二ノ丸（にのまる）             |                                                                                                  |
| 巴江（はこう）                 | 巴江（はこう）                 | 巴型の湾を指す。                                                                                 |
| 橋上（はしかみ）               | 橋上（はしかみ）               |                                                                                                  |
| 晩田（ばんでん）               | 晩田（ばんでん）               | 見張り所のあった田を指す。                                                                       |
| 稗田（ひえだ）                 | 稗田（ひえだ）                 | 寒冷地を指す地名。                                                                               |
| 東馬洗（ひがしうまあらい）     | 東馬洗（ひがしむまあらい）     | 狭い谷間の土地。                                                                                 |
| 東栄巌（ひがしえいがん）       | 東榮岩（ひかしええがん）       |                                                                                                  |
| 東大浜（ひがしおおはま）       | 東大浜（ひがしををはま）       |                                                                                                  |
| 東鎌田（ひがしかまた）         | 東鎌田（ひがしかまだ）         |                                                                                                  |
| 東笹尾（ひがしささお）         | 東笹尾（ひがしささを）         | 灌漑用の井関を指す。                                                                             |
| 東滝頭（ひがしたきがしら）     | 東滝頭（ひかしたきかしら）     |                                                                                                  |
| 東藤七原（ひがしとうしちばら） | 東藤七原（ひかしとをしちばら） |                                                                                                  |
| 東山口（ひがしやまぐち）       | 東山口（ひがしやまぐち）       |                                                                                                  |
| 吹付（ふきつけ）               | 吹附（ふきつけ）               | 風が吹き付けやすい土地。                                                                         |
| 二ツ坂（ふたつざか）           | 二ツ坂（ふたつさか）           |                                                                                                  |
| 舟沢（ふなさわ）               | 船沢（ふなざは）               | 船の形に窪んだ沢。                                                                               |
| 本町（ほんまち）               | 本町（ほんまち）               | 面積の単位である町に由来する。市場および町家の成立により、中世以降に田原の中心地となったという。 |
| 松下（まつした）               | 松下（まつした）               | 松葉下の略で、広い土地を指す。                                                                   |
| 丸田（まるた）                 | 丸田（まるだ）                 | 川の沿岸の四角く区画できない田。                                                                 |
| 南新地（みなみしんち）         |                                |                                                                                                  |
|                                | 南新田（みなみしんでん）       |                                                                                                  |
| 南乗鞍（みなみのりくら）       | 南乗鞍（みなみのりくら）       |                                                                                                  |
| 南晩田（みなみばんでん）       | 南晩田（みなみばんでん）       |                                                                                                  |
| 南番場（みなみばんば）         | 南番場（みなみばんば）         | 番場は見張り場所を意味する。                                                                     |
| 女夫石（めおといし）           | 女夫石（めをといし）           |                                                                                                  |
| 柳ケ丘（やなぎがおか）         |                                |                                                                                                  |
| 柳沢（やなぎさわ）             | 柳沢（やなきさは）             |                                                                                                  |
| 柳町（やなぎちょう）           | 柳町（やなきちよう）           |                                                                                                  |
| 山口（やまぐち）               | 山口（やまぐち）               | 山手の入口で、山祭りの祭祀が行われた場所。                                                       |
| 蕨沢（わらびざわ）             | 蕨沢（わらびさは）             | 蕨のある斜面に発生した沢。                                                                       |
|                                | 海髪場（をごば）               |                                                                                                  |

## 歴史

### 地名の由来
平安時代中期頃に熊野修験者たちが当地に流入し、紀伊国の地名にちなんで集落の名をつけたものという。地名の故地は和歌山県東牟婁郡串本町にあり、近在する蔵王山も同様の由来を持つ。「田原」という地名自体の「原」は、丘陵地の樹木の育たない土地を指すという。

### 沿革
- 江戸時代 - 三河国渥美郡の田原藩領の田原村もしくは田原町として所在[8]。地内に田原城が置かれた[8]。
- 1889年（明治22年） - 合併に伴い、田原村大字田原となる[10]。
- 1892年（明治25年） - 町制施行に伴い、田原町大字田原となる[10]。

## 世帯数と人口
2015年（平成27年）10月1日現在の世帯数と人口は以下の通りである。
| 町丁   | 世帯数    | 人口     |
| ------ | --------- | -------- |
| 田原町 | 4,362世帯 | 10,166人 |

### 人口の変遷
国勢調査による人口の推移
| 2005年（平成17年） | 10,824人 | [ WEB 6 ] |  |
| 2010年（平成22年） | 10,080人 | [ WEB 7 ] |  |
| 2015年（平成27年） | 10,166人 | [ WEB 2 ] |  |

## 学区
市立小・中学校に通う場合、学区は以下の通りとなる。また、公立高等学校に通う場合の学区は以下の通りとなる。
| 字・番地等 | 小学校                                    | 中学校             | 高等学校 |
| --- | ----------------------------------------- | ------------------ | -------- |
| 当田、池ノ原、石取下、大沢、大沢下、萱町、北荒井、北番場、倉田、 五軒丁、蔵王、汐見、新町、清谷、長四分、築出、椿、殿町、中小路、 西大浜、西山口、巴江、橋上、晩田、稗田、東大浜、東山口、本町、 松下、南新地、南晩田、南番場、柳ヶ丘、柳沢、柳町、山口 | 田原市立田原中部小学校                    | 田原市立田原中学校 | 三河学区 |
| 三軒屋、十七谷、新清谷、二ツ坂 | 田原市立田原中部小学校 田原市立衣笠小学校 | 田原市立田原中学校 | 三河学区 |
| その他 | 田原市立衣笠小学校                        | 田原市立田原中学校 | 三河学区 |

## 交通
- 国道259号（田原街道）[1]
- 豊橋鉄道渥美線 三河田原駅[1]

## 施設
- 田原市役所[1]
- 権現の森[1]
- セントファーレ

- 権現の森（2017年1月）

### 教育
- 田原市立田原中部小学校[1]
- 田原市立衣笠小学校[1]
- 田原市立田原中学校[1]
- 愛知県立成章高等学校[1]
- 田原地域文化広場[1]
- 田原市民俗資料館[1]
- 田原市博物館[1]

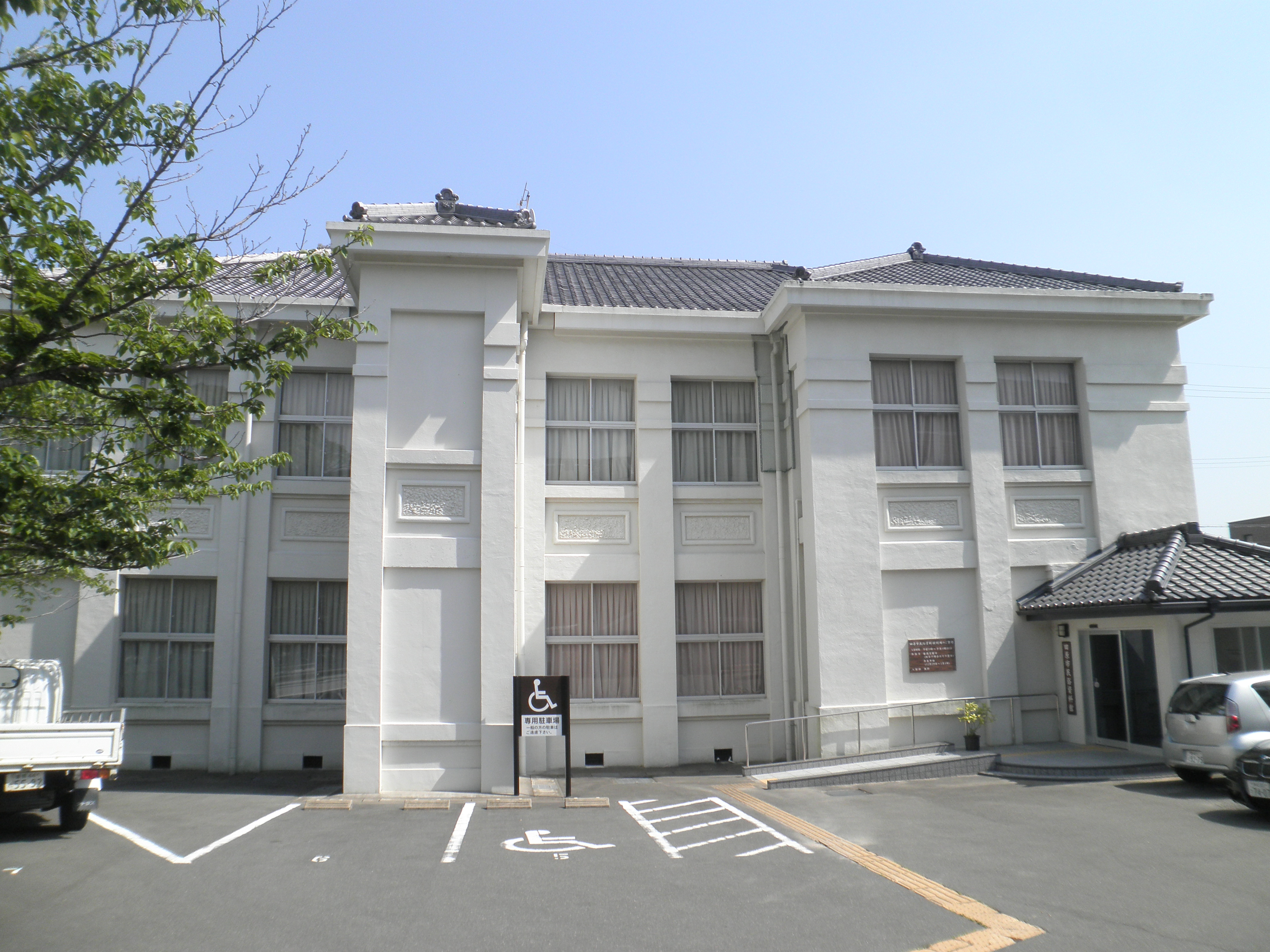
田原市民俗資料館（2011年5月）
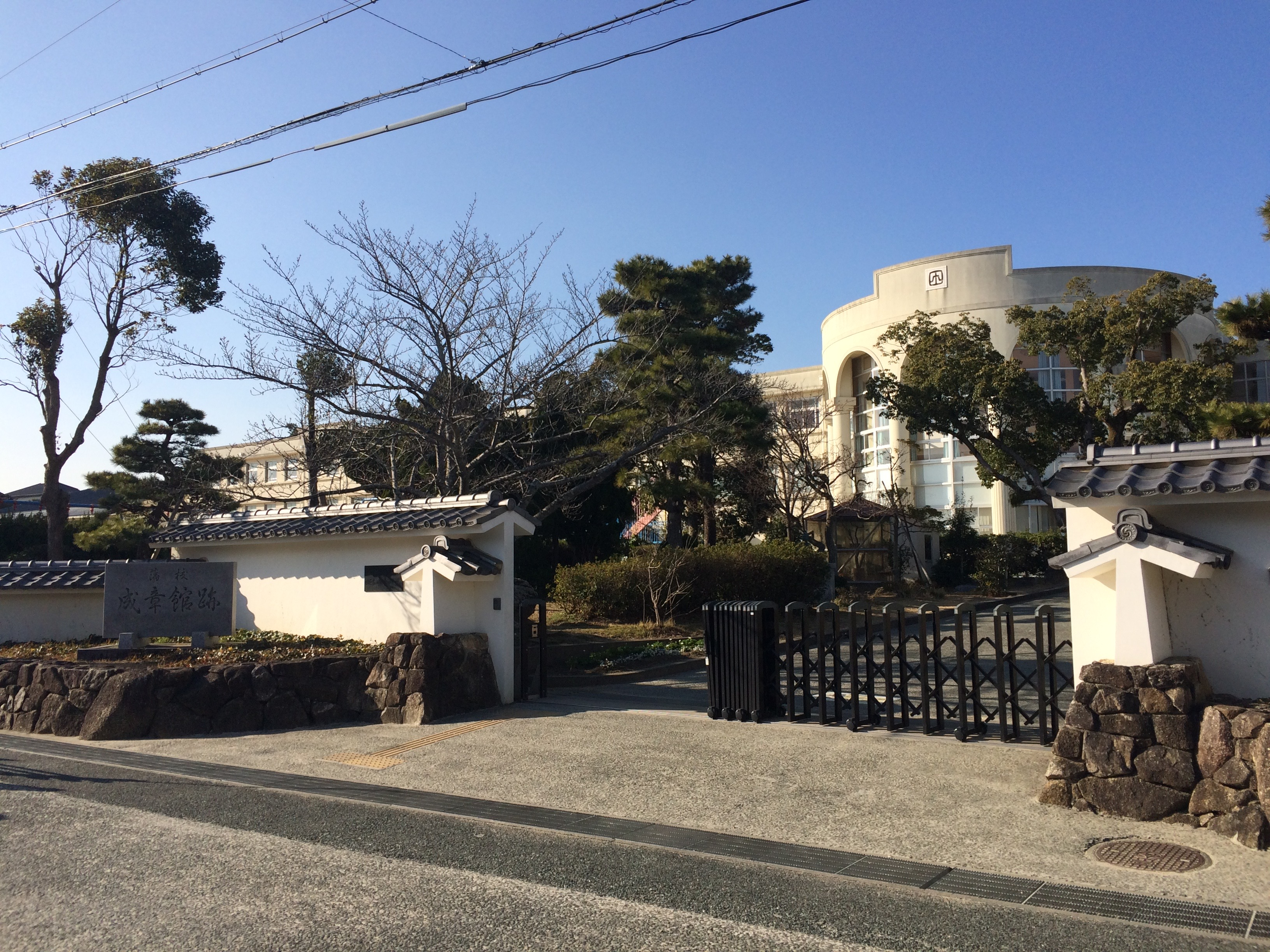
田原市立田原中部小学校

### 史跡
- 田原城[1]
- 城宝寺古墳[1]

### 宗教
- 巴江神社[1]

巴江は「はこう」と読む。字巴江10番地に鎮座する旧県社。祭神は児島高徳・三宅康貞・伊弉諾尊・速玉男命・事解男命の6柱。1815年（文化12年）6月15日に三宅康和がその先祖である児島高徳を江戸麹町に所在した本邸において祀ったことに始まる。また、康和が後に田原城主となったことにより、城内に二の丸社を創建し、三宅康貞をここに祀った。1869年（明治2年）に三宅康保が田原藩知事に就任した際、児島社を二の丸社に合祀。1877年（明治10年）8月29日、これを巴江神社と改称した。
- 稲荷社[1]

字南乗鞍5番地に鎮座する旧村社。倉稲魂命を祀る。
- 八幡社[1]

字南番場58番地に鎮座する旧指定村社。応神天皇・神功皇后・仲哀天皇の3柱を祀る。
- 神明社[14]

字北番場1番地に鎮座する旧郷社。天照大神を祀る。『奥郡故事集』には、1374年（応安7年）に勧請されたとあるという。
- 松尾社[1]

字西藤七原69番地に鎮座する旧無格社。大山咋命を祀る。1624年（寛永元年）、当地の開拓者である金田藤七郎により、山城国松尾大社より勧請したのを創始とする。
- 崋山神社[1]

字巴江12番の8に鎮座する崋山渡辺登をその祭神とする神社。1940年（昭和15年）に百年忌を記念し、神社創建を図るが、長らく実現に至らず、1966年（昭和41年）になってようやく社殿造営を果たした。
- 高野山真言宗高野寺[1]
- 浄土宗城宝寺[1]

字稗田に所在する。山号は弁天山。阿弥陀如来を本尊として祀る。開山は1395年（応永2年）の讃誉空山によるという。
- 浄土宗浄蓮寺[17]
- 真宗大谷派竜泉寺[1]

字新町に所在。山号は清谷山。阿弥陀如来を本尊とする。1592年（文禄元年）創建。
- 曹洞宗霊厳寺[1]

字北番場に所在。山号は梅坪山。釈迦牟尼如来を本尊とする。開山は1521年（大永元年）克補によるという。元々はその山号の通り梅坪村に所在したが、1664年（寛文4年）に三宅康勝移封に際して田原に移したものである。
- 曹洞宗竜門寺[1]

新町に所在。山号は蔵王山。釈迦如来を本尊とする。1518年（永正15年）天庵による開山。
- 曹洞宗慶雲寺[1]
- 日蓮宗当行寺[1]

字本町に所在。山号は真浄山。妙法首題を本尊とする。1569年（永禄12年）宝輪院日陽の手により創建。創建時は登行寺と称し、密教による山伏修行の場であった。
- 天理教渥原分教会[18]

## その他

### 日本郵便
- 郵便番号 : 441-3421[WEB 3]（集配局：田原郵便局[WEB 10]）。

### WEB
1. ↑  “愛知県田原市の町丁・字一覧”.   人口統計ラボ. 2016年11月14日閲覧。
2. 1 2 3  総務省統計局 (2017年1月27日). “平成27年国勢調査の調査結果(e-Stat) - 男女別人口及び世帯数 －町丁・字等” (CSV). 2019年4月27日閲覧。
3. 1 2  “郵便番号”.  日本郵便. 2019年6月10日閲覧。
4. ↑  “市外局番の一覧”.   総務省. 2019年6月10日閲覧。
5. 1 2 3 4 5 6 7 8 9 10 11 12 13 14 15 16 17 18 19 20 21 22 23 24 25 26 27 28 29 30 31 32 33 34 35 36 37 38 39 40 41 42 43 44 45 46 47 48 49 50 51 52 53 54 55 56 57 58 59 60 61 62 63 64 65 66 67 68 69 70 71 72 73 74 75 76 77 78 79 80 81 82 83  “Yahoo!地図 愛知県田原市田原町”.   Yahoo!Japan. 2017年1月17日閲覧。
6. ↑  総務省統計局 (2014年6月27日). “平成17年国勢調査の調査結果(e-Stat) - 男女別人口及び世帯数 －町丁・字等”. 2019年3月23日閲覧。
7. ↑  総務省統計局 (2012年1月20日). “平成22年国勢調査の調査結果(e-Stat) - 男女別人口及び世帯数 －町丁・字等”. 2019年3月23日閲覧。
8. ↑  “小中学校の通学区域”.   田原市 (2019年4月18日). 2019年6月17日閲覧。
9. ↑  “平成29年度以降の愛知県公立高等学校（全日制課程）入学者選抜における通学区域並びに群及びグループ分け案について”.   愛知県教育委員会 (2015年2月16日). 2019年1月14日閲覧。
10. ↑  “郵便番号簿 2018年度版” (PDF).   日本郵便. 2019年6月10日閲覧。

### 書籍

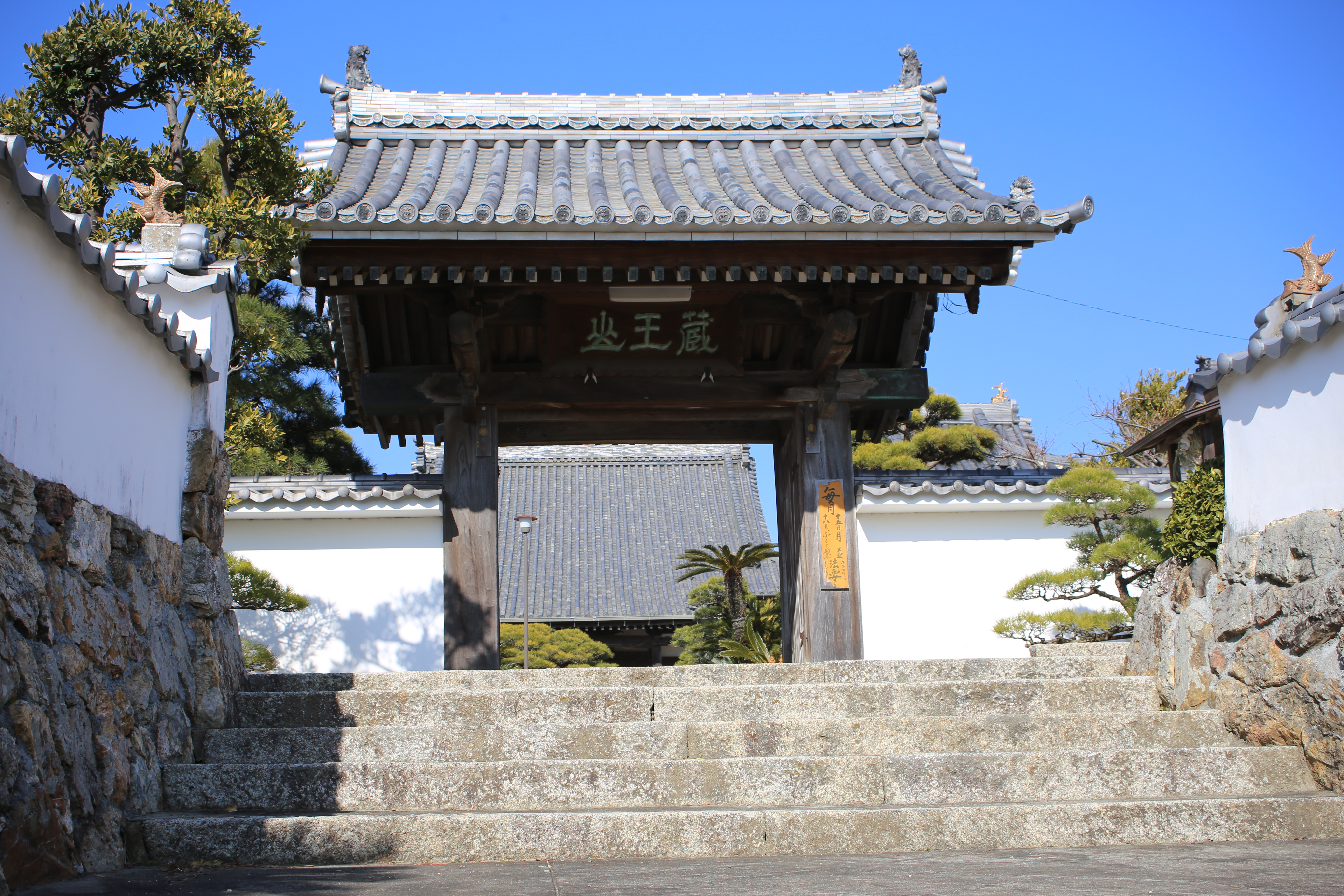
竜門寺（2017年1月）

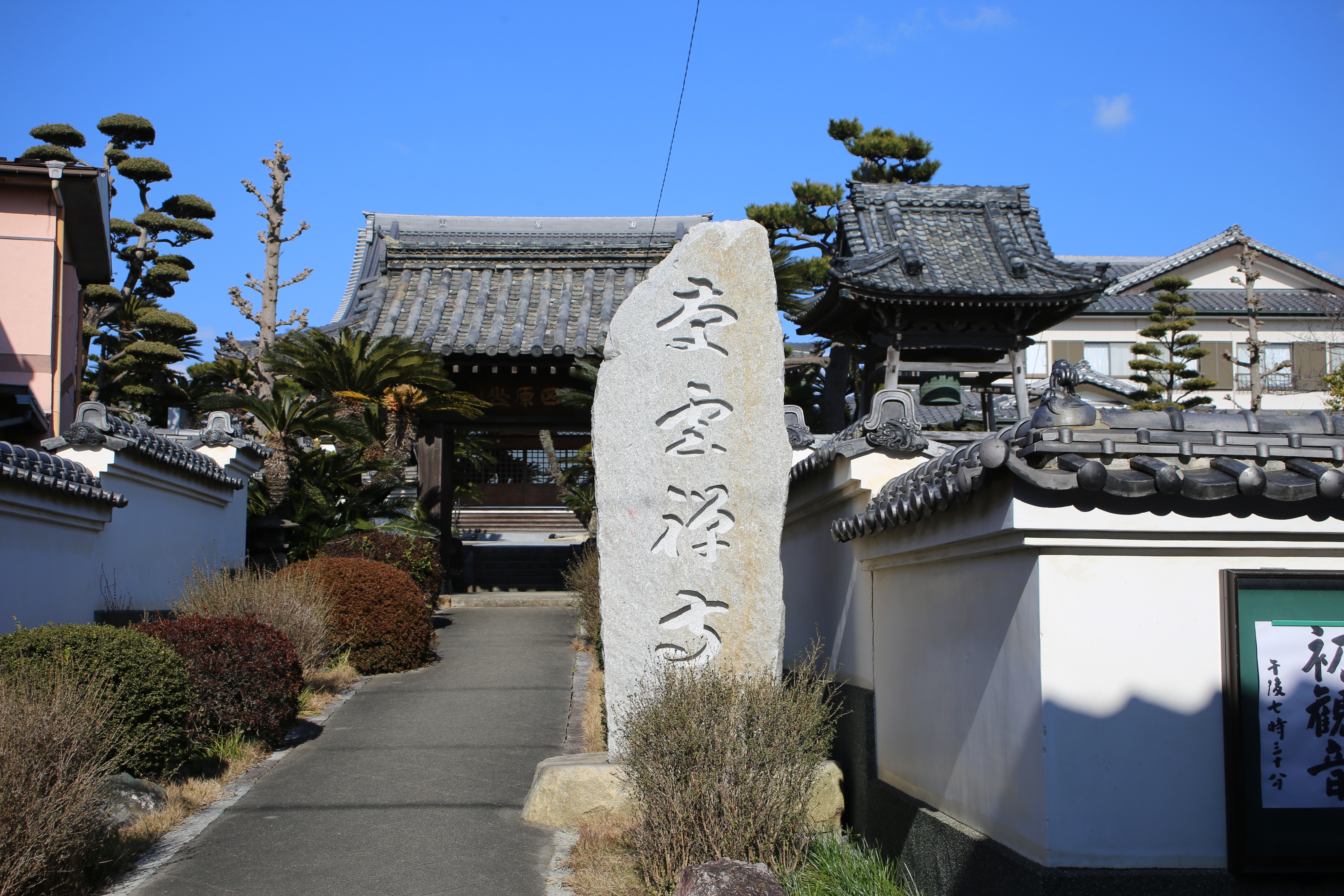
慶雲寺（2017年1月）

1. 1 2 3 4 5 6 7 8 9 10 11 12 13 14 15 16 17 18 19 20 21 22 23 24 25 26 27  「角川日本地名大辞典」編纂委員会 1989, p. 1857.

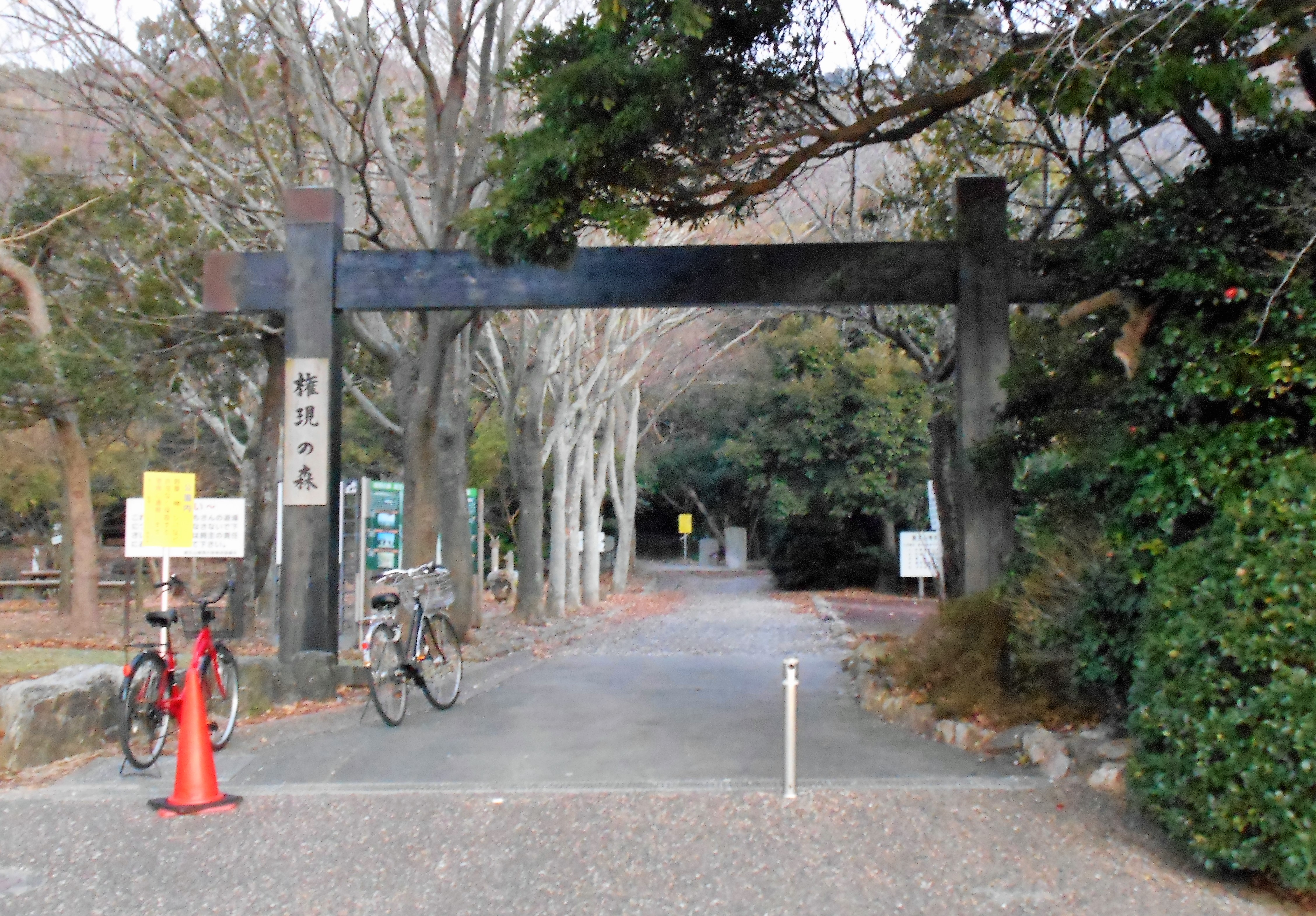
権現の森（2017年1月）

2. 1 2 3 4 5 6 7 8 9 10 11 12 13 14 15 16 17 18 19 20 21 22 23 24 25 26 27 28 29 30 31 32 33 34 35 36 37 38 39 40 41 42 43 44 45 46 47 48 49 50 51 52 53 54 55 56 57 58 59 60 61 62 63 64 65 66 67 68 69 70 71 72  愛知県教育会 1932, p. 455.
3. 1 2 3 4 5 6 7 8 9 10 11 12 13 14 15 16 17 18 19 20 21  田原町文化財調査会 1971, p. 1007.
4. 1 2 3 4 5 6 7 8 9 10 11 12 13  愛知県教育会 1932, p. 456.
5. 1 2 3 4 5 6 7 8 9 10 11 12  田原町文化財調査会 1971, p. 1008.
6. ↑  田原町文化財調査会 1932, p. 1008.
7. 1 2 3 4 5 6 7  田原町文化財調査会 1971, p. 1006.
8. 1 2 3  「角川日本地名大辞典」編纂委員会 1989, p. 808.
9. 1 2  田原町文化財調査会 1971, p. 1000.
10. 1 2  「角川日本地名大辞典」編纂委員会 1989, p. 809.
11. 1 2 3 4 5 6 7  愛知県神社庁 1992, p. 773.
12. 1 2  愛知県神社庁 1992, p. 774.
13. 1 2 3 4 5 6 7 8  愛知県神社庁 1992, p. 775.
14. ↑  愛知県県民生活部学事振興課 2015, p. 351.
15. 1 2  愛知県神社庁 1992, p. 782.
16. 1 2 3 4 5 6 7 8 9 10 11 12 13 14 15 16 17 18 19 20 21 22  有限会社平凡社地方資料センター 1981, p. 1082.
17. ↑  愛知県県民生活部学事振興課 2015, p. 352.
18. ↑  愛知県県民生活部学事振興課 2015, p. 353.